# Elecciones municipales de San Juan (Puerto Rico) de 2020
Las elecciones municipales de San Juan de 2024 se realizaron el 3 de noviembre de 2020. En estas se eligió al alcalde de San Juan y a la Legislatura Municipal  para el cuatrienio que transcurre desde el comienzo del 2021 hasta el 2025.

## Sistema electoral
El alcalde es elegido por sufragio universal directo por mayoría simple. Los 17 miembros de la Legislatura Municipal son elegidos por voto único no transferible utilizando como circunscripción al municipio. El segundo partido que más votos obtenga está garantizado al menos 2 escaños en la legislatura y el tercero al menos 1, por lo que la mayor cantidad de escaños que puede obtener un partido son 14.

## Primarias

### Partido Nuevo Progresista
|                                        | Nuevo Progresista | Miguel Romero Lugo    | 21,012 | 76.24%  |
|                                        | Nuevo Progresista | Manuel (Palomo) Colón | 6,547  | 23.76%  |
| Votos Totales                          | Votos Totales     | Votos Totales         | 27,559 | 100.00% |
| Fuente: Comisión Estatal de Elecciones |                   |                       |        |         |

## Candidatos

### Candidatos oficiales
| Partido | Partido                                | Candidatos | Candidatos               | Cargos ocupados |
| ------- | -------------------------------------- | ---------- | ------------------------ | --- |
|         | Partido Popular Democrático            |            | Rossana López León       | Senadora (2013-2021)                                                                                               |
|         | Partido Nuevo Progresista              |            | Miguel Romero Lugo       | Senador (2017-2021) Secretario de la Gobernación (2012-2013) Secretario del Trabajo y Recursos Humanos (2009-2013) |
|         | Movimiento Victoria Ciudadana          |            | Manuel Natal Albelo      | Representante (2013-2021)                                                                                          |
|         | Partido Independentista Puertorriqueño |            | Adrián González Costa    | Candidato a alcalde en las elecciones de 2016                                                                      |
|         | Proyecto Dignidad                      |            | Nelson Rosario Rodríguez | |

### Derrotados en primarias
- Manuel (Palomo) Colón (PNP)

### Rehusó ser candidato
- Zoé Laboy Alvarado (PNP), Secretaria de la Gobernación (2019), Senadora por acumulación (2017-2019), Secretaria de Corrección y Rehabilitación (1997-2001)[3][4]

## Resultados

### Alcalde
|  | 36.60 % |

|  | 33.87 % |

|  | 23.22 % |

|  | 3.28 % |

|  | 3.03 % |

### Legislatura Municipal
|                                        |               |                                              |           |  |
| Partido                                | Partido       | Candidato                                    | Votos     |  |
|                                        | PNP           | Ángela (Meyer) Maurano Debén                 | 39,386    |  |
|                                        | PNP           | Alba (Albita) Rivera Ramírez                 | 39,068    |  |
|                                        | PNP           | Gloria I Escudero Morales                    | 39,045    |  |
|                                        | PNP           | Carmen Ana Culpeper Ramírez                  | 39,043    |  |
|                                        | PNP           | Camille Andrea García Villafañe (incumbente) | 38,929    |  |
|                                        | PNP           | José (Cheito) Hernández Concepción           | 38,906    |  |
|                                        | PNP           | Ada (Taty) Clemente González (incumbente)    | 38,867    |  |
|                                        | PNP           | Nitza Suárez                                 | 38,741    |  |
|                                        | PNP           | Diego G García Cruz                          | 38,631    |  |
|                                        | PNP           | Luis A Crespo Figueroa                       | 38,571    |  |
|                                        | PNP           | Ernesto (Tito) Torres Arroyo                 | 38,539    |  |
|                                        | PNP           | Pastor Moisés Carrasquillo                   | 38,499    |  |
|                                        | PNP           | Carlos Ramón Acevedo Acevedo                 | 38,477    |  |
|                                        | PNP           | Alberto J Giménez Cruz                       | 38,348    |  |
|                                        | MVC           | Angiemille Latorre Nieves                    | 35,959    |  |
|                                        | MVC           | Maritza Ramírez Irizarry                     | 35,582    |  |
|                                        | MVC           | Norma Devarie Díaz                           | 35,559    |  |
|                                        | MVC           | Nayda Bobonis Cabrera                        | 35,553    |  |
|                                        | MVC           | Solymar Ruiz Márquez                         | 35,276    |  |
|                                        | MVC           | Eileen Domenech Rodríguez                    | 35,018    |  |
|                                        | MVC           | Jackie García Flores                         | 34,989    |  |
|                                        | MVC           | Mari Laura Rohena Cruz                       | 34,763    |  |
|                                        | MVC           | Susana Montero                               | 34,734    |  |
|                                        | MVC           | Joselo Correa Villegas                       | 34,288    |  |
|                                        | MVC           | Jean Carlos (Janky) Curbelo                  | 34,279    |  |
|                                        | MVC           | Joel Vázquez Rosario                         | 34,055    |  |
|                                        | MVC           | Michael Taulé Pulido                         | 33,524    |  |
|                                        | MVC           | Camilo Punsoda Rodríguez                     | 33,670    |  |
|                                        | PPD           | Margarita Ostolaza Bey                       | 28,895    |  |
|                                        | PPD           | Ivonne Álvarez Vélez                         | 27,366    |  |
|                                        | PPD           | Lourdes M. Morán Ojeda                       | 27,192    |  |
|                                        | PPD           | Iris Muñiz                                   | 27,188    |  |
|                                        | PPD           | Ánibal Rodríguez Santos (incumbente)         | 27,107    |  |
|                                        | PPD           | José E. Rosario Cruz (incumbente)            | 27,106    |  |
|                                        | PPD           | Elizabeth Ríos Ramírez                       | 26,941    |  |
|                                        | PPD           | José R. Ocasio García                        | 26,912    |  |
|                                        | PPD           | Weldin Fernando Ortiz Franco                 | 26,911    |  |
|                                        | PPD           | Carlos Sánchez Castro                        | 26,887    |  |
|                                        | PPD           | Israel Alicea Del Valle                      | 26,806    |  |
|                                        | PPD           | Antonio Rafael Salcedo Ramis                 | 26,725    |  |
|                                        | PPD           | María Clotilde Dacosta Matías                | 26,614    |  |
|                                        | PPD           | Ricardo Rodríguez Martínez                   | 26,590    |  |
|                                        | PIP           | Ana María Álvarez Rodríguez (incumbente)     | 8,059     |  |
|                                        | PIP           | Miriam Álvarez Rodríguez                     | 7,523     |  |
|                                        | PIP           | Carlos A. Frontera Santana                   | 7,456     |  |
|                                        | PIP           | Karen Lee Ayala Vázquez                      | 7,401     |  |
|                                        | PIP           | Angélica Andrea Questell Ortiz               | 7,222     |  |
|                                        | PIP           | Daniel Márquez García                        | 7,109     |  |
|                                        | PIP           | Antonio Juan Bennazar Nin                    | 7,085     |  |
|                                        | PIP           | Nilda E. Frontera Santana                    | 7,007     |  |
|                                        | PIP           | José E. (Manuela) García Oquendo             | 6,973     |  |
|                                        | PIP           | Carlos Aner Navarro Carrasquillo             | 6,933     |  |
|                                        | PIP           | Génesis Contreras Rodríguez                  | 6,924     |  |
|                                        | PIP           | Eileen Medina Ocasio                         | 6,820     |  |
|                                        | PIP           | Melvin Negrón Blanco                         | 6,323     |  |
|                                        | PIP           | Paul A. Lippert Figueroa                     | 6,174     |  |
|                                        | PD            | Adria Vilaró López                           | 4,873     |  |
|                                        | PD            | Margarita Cordero Colón                      | 4,805     |  |
|                                        | PD            | Zulma Grillasca Berly                        | 4,656     |  |
|                                        | PD            | José T. Marrero Basso                        | 4,600     |  |
|                                        | PD            | Luisa Burgos Vázquez                         | 4,535     |  |
|                                        | PD            | Jannette Suazo Castro                        | 4,534     |  |
|                                        | PD            | James P. Conlan                              | 4,526     |  |
|                                        | PD            | Javier Meléndez Pineda                       | 4,526     |  |
|                                        | PD            | Luz Palmira Burgos Vázquez                   | 4,515     |  |
|                                        | PD            | Edgardo Angleró Ortiz                        | 4,488     |  |
|                                        | PD            | Ramón E Pardo Cuesta                         | 4,457     |  |
|                                        | PD            | Rafael Ruiz González                         | 4,395     |  |
| Votos Totales                          | Votos Totales | Votos Totales                                | 1,563,458 |  |
| Fuente: Comisión Estatal de Elecciones |               |                                              |           |  |